# Футбольні дні
«Футбольні дні» (ісп. Días de fútbol) — іспанський кінофільм 2003 року, комедія, поставлена режисером Давідом Серрано з Альберто Сан Хуаном, Ернесто Альтеріо, Фернандо Техеро і Роберто Аламо у головних ролях. Історія гурту друзів у сучасному Мадриді, які відроджують футбольну команду своєї юності й прагнуть перемоги за будь-яку ціну.

## Актори
- Альберто Сан Хуан — Хорхе
- Ернесто Альтеріо — Антоніо
- Наталія Вербеке — Віолета
- Пере Понсе — Карлос
- Фернандо Техеро — Серафін
- Роберто Аламо — Рамон
- Секун де ла роса — Ґонсало
- Луїс Бермехо — Міґель
- Наталі Роса — Патрісія
- Марія Естеве — Карла
- Лола Дуеньяс — Макарена
- Пілар Кастро — Барбара
- Дієго Мартін — Даніель
- Єва Сантоларія — Лорена
- Даніель Руперес — Пабліто

## Гойя 2003
| Категорія               | Ім'я                      | Результат  |
| ----------------------- | ------------------------- | ---------- |
| Найкращий новий режисер | Давід Серрано де ла Пенья | Номінант   |
| Найкращий актор         | Ернесто Альтеріо          | Номінант   |
| Найкраща нова актриса   | Наталі Роса               | Номінант   |
| Найкращий новий актор   | Фернандо Техеро           | Переможець |
| Найкращий монтаж        | Росаріо Саінс де Росас    | Номінант   |